# Resolutie 1840 Veiligheidsraad Verenigde Naties
Resolutie 1840 van de Veiligheidsraad van de Verenigde Naties werd op 9 oktober 2008 unaniem aangenomen door de VN-Veiligheidsraad, en verlengde de vredesmacht in Haïti met een jaar.

## Achtergrond
Na decennia onder dictatoriaal bewind won Jean-Bertrand Aristide in december 1990 de verkiezingen in Haïti. In september 1991 werd hij met een staatsgreep verdreven. Nieuwe verkiezingen werden door de internationale gemeenschap afgeblokt waarna het land in de chaos verzonk. Na Amerikaanse bemiddeling werd Aristide in 1994 in functie hersteld. Het jaar erop vertrok hij opnieuw, maar in 2000 werd hij herkozen. Zijn tweede ambtstermijn werd echter gekenmerkt door beschuldigingen van corruptie. In 2004 veroverden door het Westen gesteunde rebellen de controle over het land en werd Aristide opnieuw uit zijn ambt gezet. In juni dat jaren werden VN-vredestroepen gestuurd en in 2006 werd René Préval, die tussen 1995 en 2000 ook president was, opnieuw verkozen.

## Inhoud

### Waarnemingen
In Haïti was een nieuwe regering gevormd. Die en alle andere politieke actoren werden aangespoord verdere dialoog te zoeken. De Veiligheidsraad erkende ook de schade die was aangericht gedurende het orkaanseizoen. De regering had grote humanitaire uitdagingen voor zich. Die werden bemoeilijkt door de wereldwijd stijgende voedsel- en olieprijzen. Verder beïnvloedden ook mensen-, drugs- en wapenhandel de stabiliteit van Haïti. De veiligheidsdiensten van het land moesten verder hervormd worden.

### Handelingen
De Veiligheidsraad verlengde het mandaat van de MINUSTAH-vredesmissie in Haïti verder tot 15 oktober 2009. Die zou blijven bestaan uit 7060 militairen en 2091 politieagenten en moest het politieke proces in Haïti verder ondersteunen. De missie ging 16 patrouilleboten inzetten om de Haïtiaanse kustwacht bij te staan.

## Verwante resoluties
- Resolutie 1743 Veiligheidsraad Verenigde Naties (2007)
- Resolutie 1780 Veiligheidsraad Verenigde Naties (2007)
- Resolutie 1892 Veiligheidsraad Verenigde Naties (2009)
- Resolutie 1908 Veiligheidsraad Verenigde Naties (2010)

Lijst ·  1795 ·  1796 ·  1797 ·  1798 ·  1799 ·  1800 ·  1801 ·  1802 ·  1803 ·  1804 ·  1805 ·  1806 ·  1807 ·  1808 ·  1809 ·  1810 ·  1811 ·  1812 ·  1813 ·  1814 ·  1815 ·  1816 ·  1817 ·  1818 ·  1819 ·  1820 ·  1821 ·  1822 ·  1823 ·  1824 ·  1825 ·  1826 ·  1827 ·  1828 ·  1829 ·  1830 ·  1831 ·  1832 ·  1833 ·  1834 ·  1835 ·  1836 ·  1837 ·  1838 ·  1839 ·  1840 ·  1841 ·  1842 ·  1843 ·  1844 ·  1845 ·  1846 ·  1847 ·  1848 ·  1849 ·  1850 ·  1851 ·  1852 ·  1853 ·  1854 ·  1855 ·  1856 ·  1857 ·  1858 ·  1859